# Gabriel Bonnot de Mably
Gabriel Bonnot de Mably (Grenoble, 1709. március 14. – Párizs, 1785. április 23.) francia filozófus és író.

## Élete
Condillac testvére volt, s miután Lyonban elvégezte tanulmányait, az egyházi rendbe lépett. 1743-ban Pierre Guérin de Tencin kardinális és miniszter titkára lett. 1771-ben, amikor felkérték őt és Rousseau-t a lengyel alkotmány kidolgozására, Lengyelországba utazott. Munkája hozzájárulhatott ahhoz, hogy két évtized múlva a nagy szejm megalkotta Európa első írott alkotmányát, a május 3-i alkotmányt.
Mably demokratikus érzelmű filozófus volt, de ez a meggyőződése első művében, a Paralléle des Romains et des Français par rapport au gouvernement még nem érződik.

### Későbbi irásai
Droit public de l'Europe fondé sur les traités depuis la paix de Westphalie (Amsterdam, 1748); híressé vált az Entretiens de Phocion (uo. 1763) című művével, amelyben azt hangsúlyozza, hogy a politikának nem szabad vétenie az erkölcsi törvények ellen. Hasonló szellemben íródott: De la législation, ou principes des lois (uo. 1776); továbbá: Du gouvernement de Pologne (Párizs, 1781) stb. Összegyűjtött munkáit Arnoux adta ki Párizsban 1794-ben Oeuvres posthumes 1790-94. címmel.